# Cerámica de Ayacucho

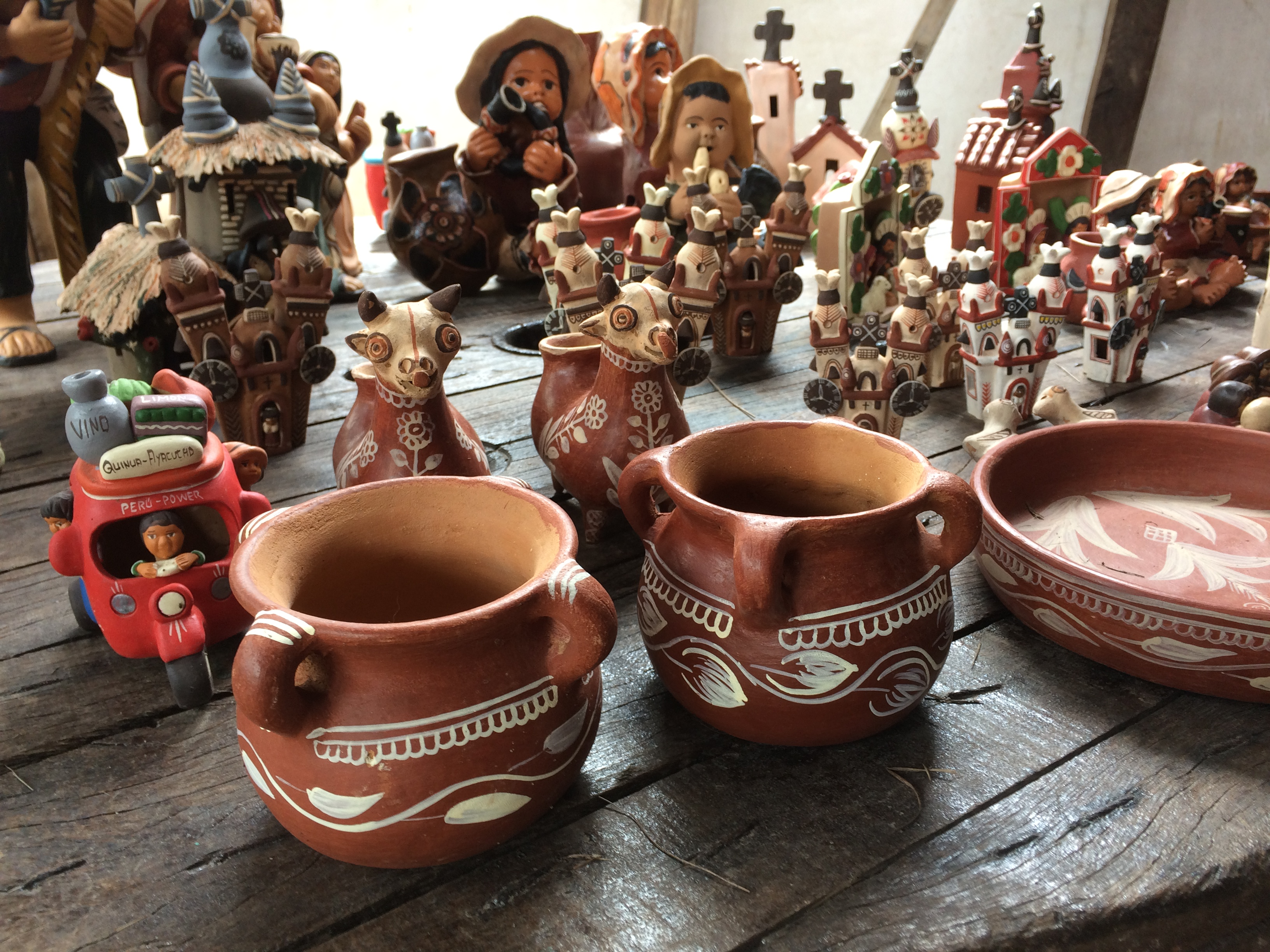
Cerámica de Quinua

La cerámica de Ayacucho es la expresión de la producción en cerámica de la localidad      de Ayacucho en el centro-sur de Perú. En el distrito de Quinua, en la provincia de Huamanga, se encuentra un centro ceramista de gran renombre.

## Producción
Bueno en la producción se utiliza como materia prima una arcilla denominada llinco, de color ocre, naciente de los yacimientos de Tantaniyoc, Moya y Huamanquilla ubicados en las proximidades de Quinua, la cual se mezcla con otra variedad de arcilla denominada acco. Las piezas se distinguen por sus originales diseños, decoración y el color ocre natural de la arcilla. 

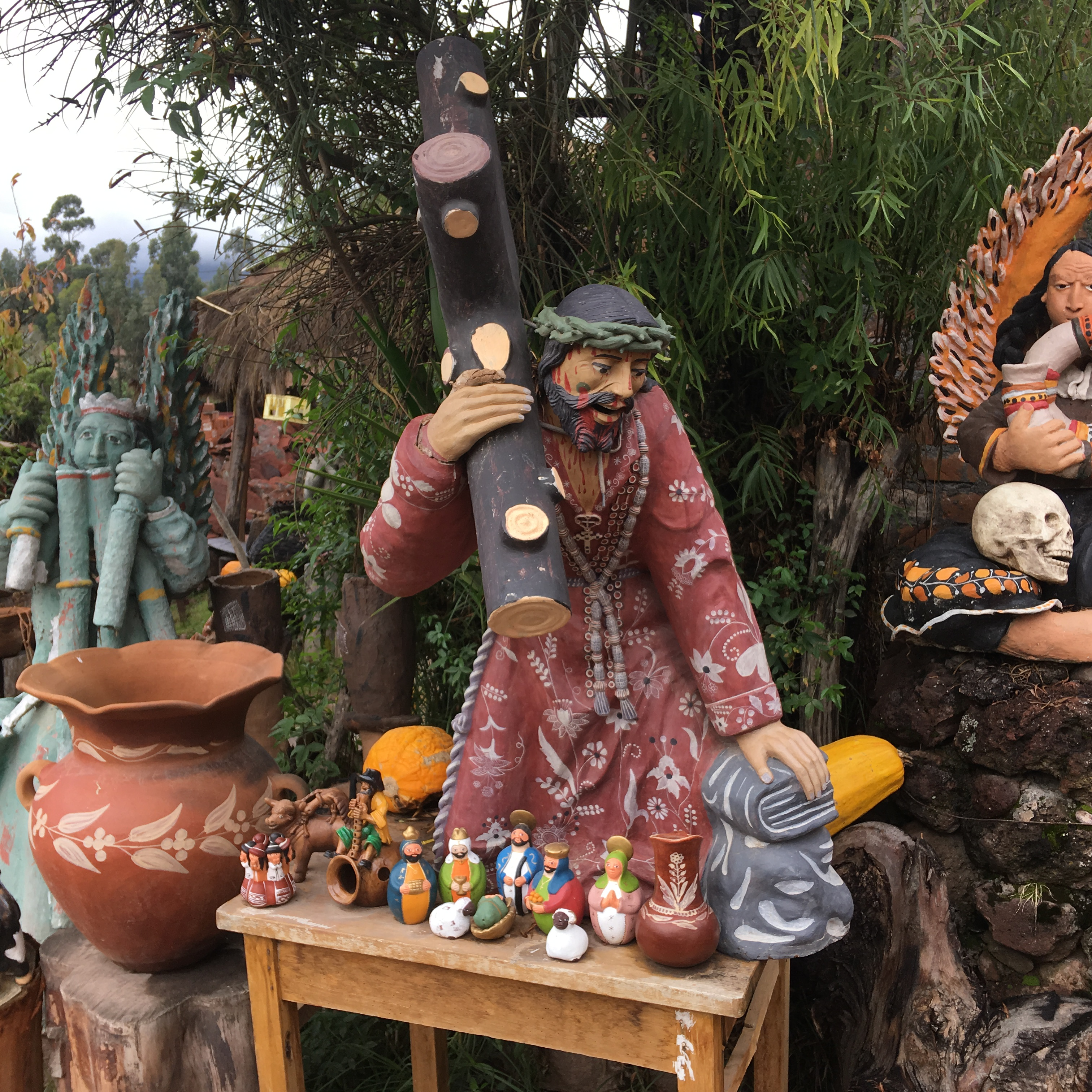
Nazareno

Para realizar la engalba y decoración se recubre la pieza con una lechada a base de una arcilla denominada ishma, que se distingue por un tono ocre rojo oscuro. Las piezas se cuecen 2 a 3 horas, en hornos de adobe, calentados por troncos de chamizo. En la decoración de figuras y vasijas se suele usar tonos de blanco sobre rojo, mientras que las iglesias y tachus suelen colorearse con motivos rojo y negro, mientras que se utiliza negro y blanco para decorar los puyñus (pequeños cántaros). El producto más destacado son pequeñas iglesias, de diversas formas y estilos.
La producción comprende cerámica decorativa, utilitaria y ceremonial. Entre los utilitarios se encuentran vasijas de uso doméstico como cántaros, platos, papayas (especie de teteras) y ollas. Dentro de las ceremoniales o rituales son evidentes las iglesias de techo (pequeñas iglesias con torres rematadas en rosetones y cruces, que los lugareños colocan en las cumbreras de sus casas, para proveer protección a las viviendas frente a las amenazas de los espíritus malignos). También se destaca especialmente la producción de toros, que se colocan en la coronación de los techos de las casas para brindar protección de los rayos y proteger el ganado; y los animales conopas (representando venados, gallos, toros, carneros, otorongos, llamas o loros) y los músicos. Los ceramistas también modelan figurillas de músicos ambulantes (cantores de Qarawi), belenes y otras figuras asociadas a la religión y creencias populares.
La cerámica ayacuchana se caracteriza por la producción de pequeñas iglesias con torres rematadas en rosetones y cruces, que los lugareños colocan en las cumbreras de sus casas, para proveer protección a las viviendas frente a las amenazas de los espíritus malignos. Esto último se realiza dentro de la ceremonia denominada safacasa.
También se destaca la producción de toros, que se colocan en la coronación de los techos de las casas para brindar protección de los rayos y proteger el ganado. Los ceramistas también modelan figurillas de músicos ambulantes (cantores de Qarawi), belenes y otras figuras asociadas a la religión y creencias populares denominados conopas (tales como gallos, carneros, llamas y toros).

A la llegada del conquistador español el arte indio nativo parece desaparecer. El celo religioso de los sacerdotes católicos en su afán de desterrar here¡ías causó irreparable daño. Templos y santuarios fueron destruidos y destrozados esculturas y ceramios de incalculable valor. Durante los siglos XVI y XVII el arte peruano parece extinguirse, el indio obligado por el conquistador a rudas y nuevas tareas prácticamente abandona esta actividad y durante dos siglos casi se apaga su espíritu creador.

Es en el siglo XVIII que se produce un renacimiento en el arte popular. Después de los conquistadores llegan los artistas, alarifes y artesanos ibéricos, con su mensaje plástico, la exuberancia barroca y la sutil gracia mudéjar, y se organizan talleres, obrajes y maestranzas en todo el Virreinato. Los artistas del Tahuantisuyo vienen a ser los obreros en esta gran fábrica y ambos ritmos artísticos funden y entretejen sus raíces, dando nacimiento a los tejidos y a la cerámica de "transición" y, en general, al nueva arte popular peruano.,
Luis Castañeda